# Switch-over-Klausel
Switch-over-Klausel (deutsch auch Umschaltklausel) ist eine Sonderregelung in den Doppelbesteuerungsabkommen (DBA), die als eine Lösung für Qualifikations- oder Zurechnungskonflikte zwischen Vertragsstaaten dient. Von einem Qualifikationskonflikt spricht man, wenn ein grenzüberschreitender Sachverhalt vorliegt, der zwei Staaten betrifft und zwischen diesen Staaten ein DBA unterzeichnet ist. Infolge der unterschiedlichen nationalen Rechtssysteme wird das Abkommen der beiden Vertragsstaaten unterschiedlich angewendet.
Im internationalen Steuerrecht unterscheidet man zwischen den positiven und negativen Qualifikationskonflikten.

## Weitere Einzelheiten
Positiver Qualifikationskonflikt ergibt sich beispielsweise in folgenden Fällen:
Zahlt eine inländische Personengesellschaft an ihren ausländischen Gesellschafter Zinsen, erzielt der ausländische Gesellschafter aus deutscher Sicht Einkünfte aus Gewerbebetrieb gemäß § 49 Abs. 1 Nr. 2a i. V. m. § 15 Abs. 1 Nr. 2 EStG. In Deutschland werden die Zinsen als Unternehmensgewinne gemäß Art. 7 Abs. 1 OECD-MA behandelt und sind somit in Deutschland steuerpflichtig. Aus Sicht des ausländischen Staates handelt es sich um Zinsen nach Art. 11 Abs. 1 OECD-MA, für die diesem ausländischen Staat das Besteuerungsrecht zusteht. Die Tatsache, dass die gleichen Einkünfte verschiedenartig interpretiert werden, nämlich auf der einen Seite als Unternehmensgewinne in Deutschland und auf der anderen Seite als Zinsen im Ausland, führt im Endeffekt dazu, dass die Einkünfte zweimal besteuert werden. In diesem Fall würde man von einer Doppelbesteuerung im In- und Ausland sprechen.
Negativer Qualifikationskonflikt liegt vor, wenn jeder der beiden Vertragsstaaten dem jeweils anderen Staat das „Besteuerungsrecht“ zugesteht. Die Einkünfte werden aufgrund von DBA im Quellenstaat nicht besteuert, während im Wohnsitzstaat die Vermeidungsnorm anzuwenden ist. Die Anwendung der Freistellungsmethode im Wohnsitzstaat führt nach dem jeweiligen DBA zur Doppelfreistellung der betroffenen Einkünfte. Es entstehen somit sog. „weiße Einkünfte“.
Hierzu folgender Sachverhalt:
Ein BFH-Urteil vom 11. Januar 2012, I R 27/11
In dem Sachverhalt geht es um den Arbeitslohn eines Piloten, der in Deutschland seinen Wohnsitz hat, jedoch an Bord eines Flugzeugs für eine irische Fluggesellschaft tätig ist, in Deutschland nicht besteuert werden darf. Hintergrund des Urteils ist eine Regelung in dem DBA zwischen Deutschland und Irland. Danach steht das Besteuerungsrecht für die Arbeitslöhne des Bordpersonals von Flugzeugen immer dem Vertragsstaat zu, in dem sich die Geschäftsleitung der Fluggesellschaft befindet. Irland macht von seinem Besteuerungsrecht jedoch keinen Gebrauch, was für das betroffene Personal zu unversteuerten, also „weißen Einkünften“ führt.
Ein Zurechnungskonflikt ist gegeben, wenn die Einkünfte der Betriebsstätte in einem Vertragsstaat dem Stammhaus in einem anderen Vertragsstaat zugeordnet werden.
Da weder eine Doppelbesteuerung noch eine Doppelfreistellung gewollt ist, werden die Switch-over-Klauseln vereinbart. Laut diesen Klauseln versucht man eine verbleibende Doppelbesteuerung durch die Anrechnung der ausländischen Steuer zu vermeiden. Danach kann Deutschland als Wohnsitzstaat gemäß § 50d Abs. 9 EStG unter bestimmten Voraussetzungen statt der Freistellungsmethode die Anrechnungsmethode anwenden. In diesem Fall werden die Einkünfte, die im Quellenstaat unversteuert geblieben sind, in Deutschland berücksichtigt.

### Rückwirkende Geltung von Switch-over-Klausel
Eine Switch-over-Klausel kann lediglich auf die Sachverhalte angewendet werden, die bei Inkrafttreten des DBA noch nicht abgeschlossen waren. In diesem Fall spricht man über eine unechte Rückwirkung.
Die Anwendung einer Switch-over-Klausel auf die Sachverhalte, die bereits vor dem Inkrafttreten des DBA abgeschlossen waren, ist unzulässig. Dieser Vorgang wird als echte Rückwirkung bezeichnet.
Beispiel:
Ein Unternehmen hat seit 2008 seinen Firmensitz in Deutschland und verfügt gleichzeitig über einen Server im Ausland. Dieser im Quellenstaat betriebene Server wird im Wohnsitzstaat Deutschland als Betriebsstätte gekennzeichnet und ist dann gemäß Art. 7 OECD-MA i. V. m. Art. 23 A Abs. 1 OECD-MA in Deutschland steuerfrei. Das Besteuerungsrecht für die Betriebsstätteneinkünfte wird dem Ausland zugeordnet. Da der Ausland nach seinem nationalen Recht aber keine Betriebsstätte sieht und konsequenterweise keine Einkünfte besteuert, führt es in diesem Fall zu den „weißen Einkünften“. 
Am 1. Januar 2011 wird ein neues DBA zwischen dem Wohnsitzstaat Deutschland und dem Quellenstaat unterzeichnet, das eine Switch-over-Klausel enthält. Diese Klausel darf nicht auf die Einkünfte in den Jahren 2008, 2009 und 2010 angewendet werden, da es sich dabei um eine echte Rückwirkung handeln würde. Im Hinblick auf die Einkünfte ab dem 1. Januar 2011 liegt demgegenüber lediglich eine unechte Rückwirkung vor, somit kann die Switch-over-Klausel auf die ab dem Jahr 2011 folgenden Einkünfte verwendet werden.